# Tití de Togores
Tití de Togores (Saint-Tropez, 1925) és una model artística catalana. És la gran de tres filles del matrimoni entre el pintor Josep de Togores i l'austríaca Antonia Berchtold. Tití neix a Saint- Tropez als voltants de 1925 amb el nom de Maria del Roser, però el famós marxant d'art, mecenes de Togores i padrí de boda dels seus pares, Daniel Henry Kahnweiler, li posà el sobrenom de “Tití”, que ella utilitzaria la resta de la seva vida.
Pràcticament des del seu naixement, Tití creix envoltada de les personalitats més rellevants del món artístic parisenc, la majoria amics del seu pare, que en aquell moment formaven part de la galeria de Simon de Kahnweiler. De fet, el 1927, quan tan sols tenia dos anys, l'escultor Manolo Hugué la va utilitzar com a model per a una de les seves obres més destacades, el bust de nena que va realitzar quan ambdós artistes coincideixen a Prats de Motlló. Es conserven altres retrats de Tití, d'artistes que formaven part del cercle de Josep de Togores, com ara els escultors Joan Rebull i Ernest Maragall. Tot i que seria el seu pare qui immortalitzaria reiteradament la seva joventut en multitud de quadres i pintures murals a partir dels anys quaranta i cinquanta.
Tití, acostumava a acompanyar al seu pare en els viatges, i això li va permetre conèixer artistes i intel·lectuals, al temps que assistia a prestigiosos esdeveniments. Es va criar envoltada de la intel·lectualitat i el món artístic del París dels anys vint, i, un cop a Barcelona, a la postguerra va viure integrada dins la societat burgesa catalana de l'època, assistint als actes de l'anomenada “alta societat” però també en contacte amb escriptors i intel·lectuals del moment.
Aquesta vida com a part d'un cert món luxós i una elit cultural, es veu reflectida en un àlbum que ella confeccionarà a partir de diversos retrats fotogràfics realitzats pel seu entorn familiar. La mirada del fotògraf anònim, probablement el pare o la mare, queda en un segon terme, ella és l'absoluta protagonista. Es tracta d'un document singular on Tití, com si es tractés d'un recull d'imatges d'una celebritat, es converteix en l'estrella retratada en diversos ambients i lluint la moda de l'època, refermant la seva identitat i sovint excloent o retallant les persones que apareixen al seu voltant.